# Urniaże
Urniaże (lit. Urnėžiai) – wieś położona na  historycznej Laudzie, 2 km na południe od Datnowa i 6 km na północny zachód od Kiejdan, nad rzeczką Jawgiełką (lit. Jaugilos). Nazwa ma pochodzić od nazwiska dawnych właścicieli - Urniażów. W 1923 r. wieś liczyła 246 osób, wyłącznie Polaków, w 1959 - 138 osób, a w 2001 pozostało już tylko 39 starszych osób.
W Urniażach urodził się Tadeusz Jasudowicz, polski profesor nauk prawnych, specjalista w zakresie praw człowieka.